# 殺人者
《殺人者》（The Killers），美國作家海明威最著名的短篇小說，海明威在這部作品中實現他的「冰山理論」。

## 劇情簡介
1920年代的美國伊利諾州的薩米特。下午五點時，兩個男人艾爾和麥克斯在亨利小飯館裡等著殺一位名叫奧利·安德烈森的瑞典裔拳擊手。服務生喬治服務他們，然而晚餐六點才開始。上菜後，艾爾把黑人廚師薩姆和尼克·亞當斯綁在廚房內。
兩名殺手在餐館內等候，喬治負責打發來客。陸續有顧客進出，惟向來會在六點吃飯的飯館常客奧利卻一直沒有現身。期間多話的麥克斯向喬治透露是受友人之托來殺對象。約六時五十分後，殺手倆選擇離去。
廚師拒絕攪入此事，尼克則趕緊跑去通風報信，並勸奧利去一趟警察局。奧利拒絕，認為無用，也不想知道殺手是誰，也不採取任何行動。當尼克離開時，看到奧利躺在床上，眼睛望著牆壁。
廚師仍採取迴避的態度。喬治和尼克則討論為何奧利會惹上麻煩，猜測可能與芝加哥有關。尼克表示過於可怕，准備离開這個地方。

## 中譯版
- 《海明威短篇傑作選》，齊霞飛譯，1997年4月
- 《從男孩到男人：尼克亞當斯故事集》，傅凱羚譯，2016年4月

## 網站連結
- Hemingway, Ernest. . Chicago: Scribner's. 1927  [2013-01-13]. （原始内容存档于2013-07-09）.
- Hemingway, Ernest. . Oak Park, IL: The Tabula. 1916  [2013-01-13]. （原始内容存档于2013-02-17）.
- Ernest Hemingway's "The Killers" A close reading of the classic short story and more
- Vaudeville philosophers: "The Killers."  by Ron Berman analyzes the roots of the story's dialogue in vaudeville. （页面存档备份，存于）